# Pestravka
Pestravka (in russo Пестравка?) è un villaggio dell'oblast' di Samara in Russia; è il centro amministrativo del distretto Pestravskij.
Si trova in un'ansa del fiume Bol'šoj Irgiz, 110 km a sud di Samara.